# Галапагос (провінція)
Провінція Галапагос (ісп. Provincia Galápagos) — провінція Еквадору, що збігається з Галапагоськими островами. Столиця — Пуерто-Бакерісо-Морено. Ця провінція знаходиться на невеликих вулканічних острівцях біля екватору. Ці острови століттями приваблювали людей зі всього світу завдяки своїй унікальній природі.
Адміністративно провінція поділяється на 3 кантони, що складаються з наступних островів:

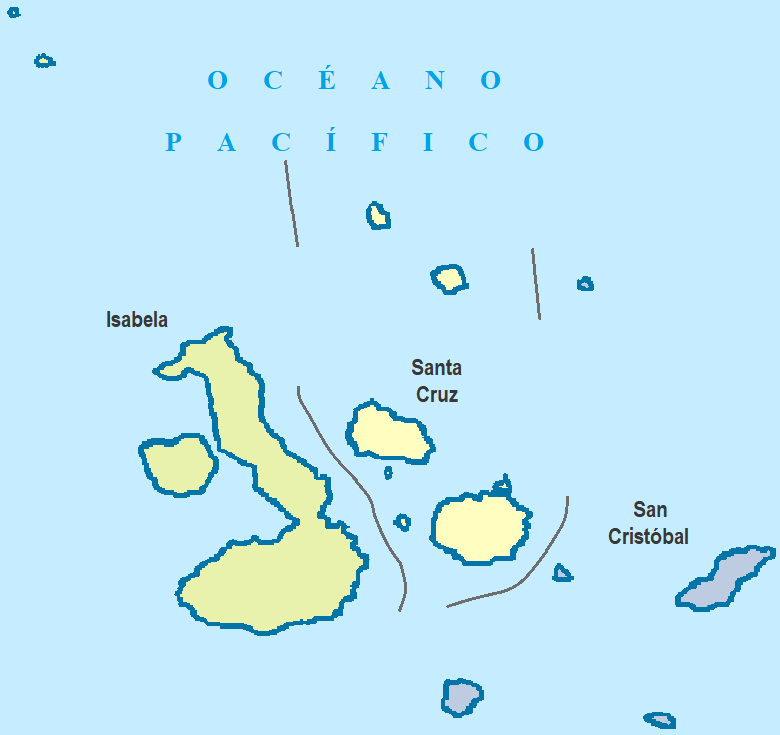

1. Ісабела (адміністративний центр — Пуерто-Віяміл)
  - Ісабела
  - Фернандіна
  - Дарвін (Кулпеппер)
  - Вульф (Венман)
2. Сан-Кристобаль (адміністративний центр — Пуерто-Бакерісо-Морено)
  - Сан-Кристобаль
  - Еспаньйола
  - Санта-Фе
  - Флореана (Санта-Марія)
  - Геновеса (Тауер)
3. Санта-Крус (адміністративний центр — Пуерто-Айора)
  - Сантьяґо (Сан-Сальвадор)
  - Санта-Крус
  - Марчена
  - Пінта
  - Бальтра
  - Бартоломе
  - Сеймур-Норте
  - Пінсон (Дункан)
  - Рабіда (Хервіс)
  - Пласа-Сур